# Suore della carità e dell'istruzione cristiana
Le Suore della carità e dell'istruzione cristiana (in francese Sœurs de la Charité et de l'Instruction Chrétienne de Nevers), dette popolarmente Suore di Nevers o Dame di Nevers, sono un istituto religioso femminile di diritto pontificio.

## Storia

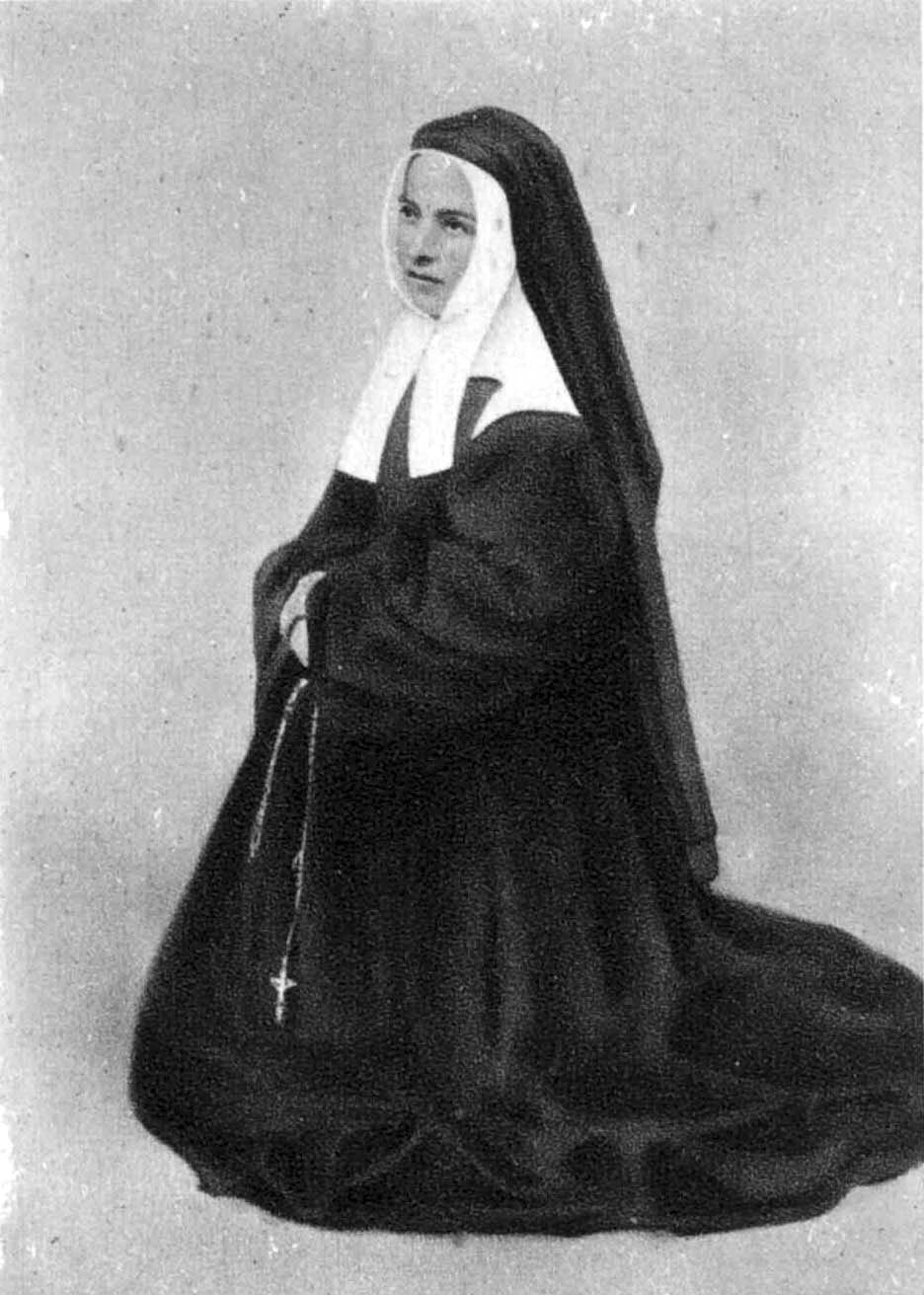
Suor Maria Bernarda Soubirous con l'abito delle dame di Nevers

La congregazione venne fondata dal sacerdote benedettino Jean-Baptiste Delaveyne (1653-1719): dopo alcuni anni di vita mondana a Parigi, nel 1680 venne nominato parroco della sua città natale (Saint-Saulge, nella Nièvre) e, colpito dalla dure condizioni di vita della popolazione rurale, assieme ad alcune giovani del paese (Anne Legeay, Marie Marghangy e Marcelline Pauperdiede) iniziò a dedicarsi al servizio dei poveri, particolarmente all'istruzione dei fanciulli. Da questa piccola comunità ebbe origine la Congregazione delle suore della carità e dell'istruzione cristiana, approvata da Edouard Valot, vescovo di Nevers, il 6 febbraio 1698.
L'istituto conobbe una rapida diffusione, soprattutto nelle periferie urbane e nelle zone rurali più disagiate. Nel 1850 la congregazione restaurò e si stabilì nell'antica abbazia benedettina di Saint-Gilard di Nevers: ottenne il pontificio decreto di lode il 26 agosto 1852 e le sue costituzioni vennero approvate definitivamente dalla Santa Sede il 7 luglio 1883.
La religiosa più celebre dell'istituto è Bernadette Soubirous (1844-1879), la veggente di Lourdes, che divenne suora della congregazione nel 1866 (le suore gestivano un piccolo ospizio nel suo villaggio) e lavorò come infermiera nella casa di Nevers fino alla morte: beatificata nel 1925, fu proclamata santa da papa Pio XI l'8 dicembre 1933.

## Attività e diffusione
Le suore della carità di Nevers si dedicano a varie opere di assistenza sanitaria e promozione sociale: operano soprattutto nei paesi in via di sviluppo.
Oltre che in Francia, sono presenti in Cile, Corea del Sud, Costa d'Avorio, Giappone, Guinea Equatoriale, Irlanda, Italia, Regno Unito, Spagna, Svizzera; la sede generalizia è a Parigi.
Al 31 dicembre 2005, la congregazione contava 430 religiose in 75 case.